# クルンテープ語
クルンテープ語（ภาษากรุงเทพ, Krungthep dialect）はタイ王国のバンコクなどの首都圏で話される。閩南語（潮州語）の影響を強く受けた中央タイ語（ภาษากลาง）と混同されるが、シャム人とは若干の違いがありる。たとえて言うなら、英語における、白人英語と黒人英語の違いである。クルンテープ方言は、容認発音のように政治的権力と特権に関連付けられており、Ner（เหน่อ）として知られている別のシャム人の方言よりも高いステータスである。ただし、中央語との接点が非常に曖昧なので、タイ人も完全に区別して使用しているわけではない。以下はあくまでテレビで使われている語と、巷で使用されている語との区別であることを断っておく。

## 中央タイ語との違い
中央タイ語とクルンテープ語違いには以下のようなものがある。

### 長母音の短母音化
長母音の短母音化は以下のような場合である。
| タイ語 | 意味 | アユタヤタイ語発音 | クルンテープタイ語発音 |
| ภาษา   | 言語 | phaasǎa            | phàsǎa                 |
| ศาสนา  | 宗教 | sàatsanǎa          | sàtsanǎa               |

上記のように、一語の中の各音節に長音が連続したとき、最後の長音節を除き、短母音化する。音節短母音化はタイ語独自の語彙にはみられないが、外来語やサンスクリット語由来の語彙にみられる。

### アクセントの変化
| タイ語 | 意味 | アユタヤタイ語発音 | クルンテープタイ語発音 |
| นาฬิกา  | 時計 | naalíkaa           | nalikaa                |

これも、アクセントが意味を決定するタイ語独自の語彙にはみられない。短母音を持つ音節が高声で発音しにくいために起こることが多い。
音節の省略
| タイ語     | 意味 | アユタヤタイ語発音 | クルンテープタイ語発音 |
| ประวัติศาสตร์ | 歴史 | prawàttìsàat       | prawàtsàat             |

こういう省略もサンスクリット語で起きることがある。
子音の発音の変化・消滅
英語や日本語におけるchとshが区別されないので、ชやฉがshで発音されることがある。ร（イタリア語のrの音価を持つ）とล（英語のlの音価を持つ）が区別されず、同様に発音される。また前者のrとlが合成子音で他の子音の後ろに来たとき、消滅する傾向がある。以下はその例である。
| タイ語 | 意味     | アユタヤタイ語発音 | クルンテープタイ語発音 |
| กลาง   | 中心の～ | klaang             | kaang                  |

### 語の変化
文章の後ろに付け、文章を丁寧にする言葉（日本語で言う「です」、「ます」言葉。）がタイ語にはある。男性はครับ[khráp]を使うが、実際にはคับ[kháp]、ค้าบ[kháap]がしゃべり言葉として使われる。女性もค่ะ[khâa]が使われるが実際にはฮ่า[hâa]と発音している。また子供語のจ้ะ[jâ]から派生した、จ้า[jâa]もある。このような変化はすべて書くにいとまがないので、このあたりで説明を終える。

### 独自の表記法
日本語で「携帯電話」を「ケータイ」と発音通りに書くように、また英語では「See you tonight.」を「CU 2nite」と書いたりするが、クルンテープ語にもこのような書き方がある。このような方法は、日本語や英語と同じように主に、携帯電話のメールやインターネットを中心に広まっていった方法であるため、クルンテープ語とは言い切れないが、首都の若者を中心に広がっていったものである。例としてはก็（だから～）をก้อと書いたり、หนู（あたし。若年女性の一人称）をนู๋（注：この表記は実際にはあり得ない表記）と書いたりする。

### まとめ
重ね重ね記すが、これはあくまで標準語とは認められない範疇の中央語で、書き言葉やテレビで使われていないと言うことが前提であり、地方出身者でもこれらのしゃべり方があるので、クルンテープ語ではあるが「クルンテープタイ独特の」言葉ではない。